# 格雷沃市鎮
格雷沃市鎮（丹麥語：Greve Kommune）是丹麥的一個市鎮，位於西蘭島東部，南臨克厄灣。屬西蘭大區。面積60.18平方公里，2009年人口47,951人。行政中心为格雷沃斯特兰。